# St. Jakobus (Steckborn)

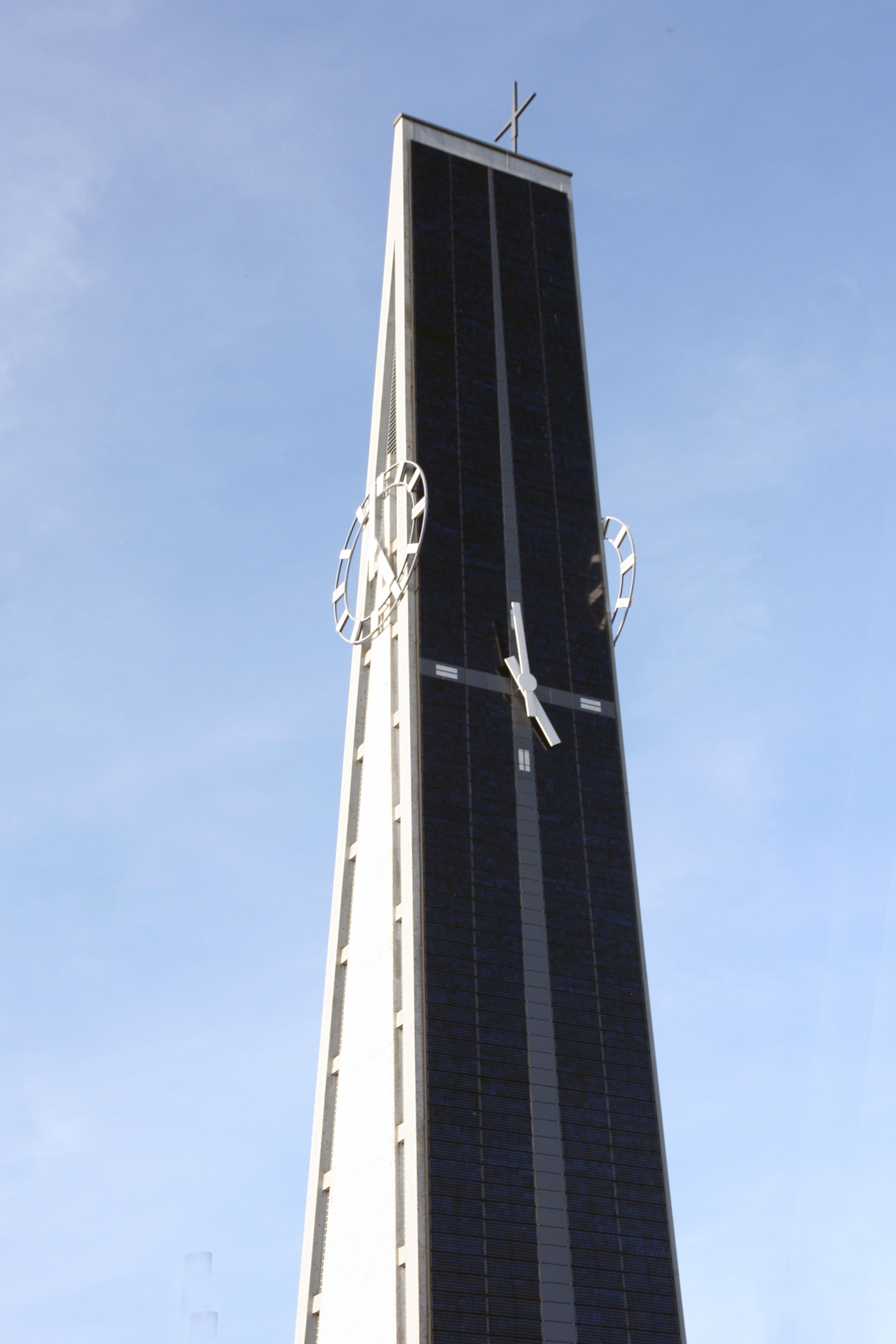
Kirche St. Jakobus, Solarturm

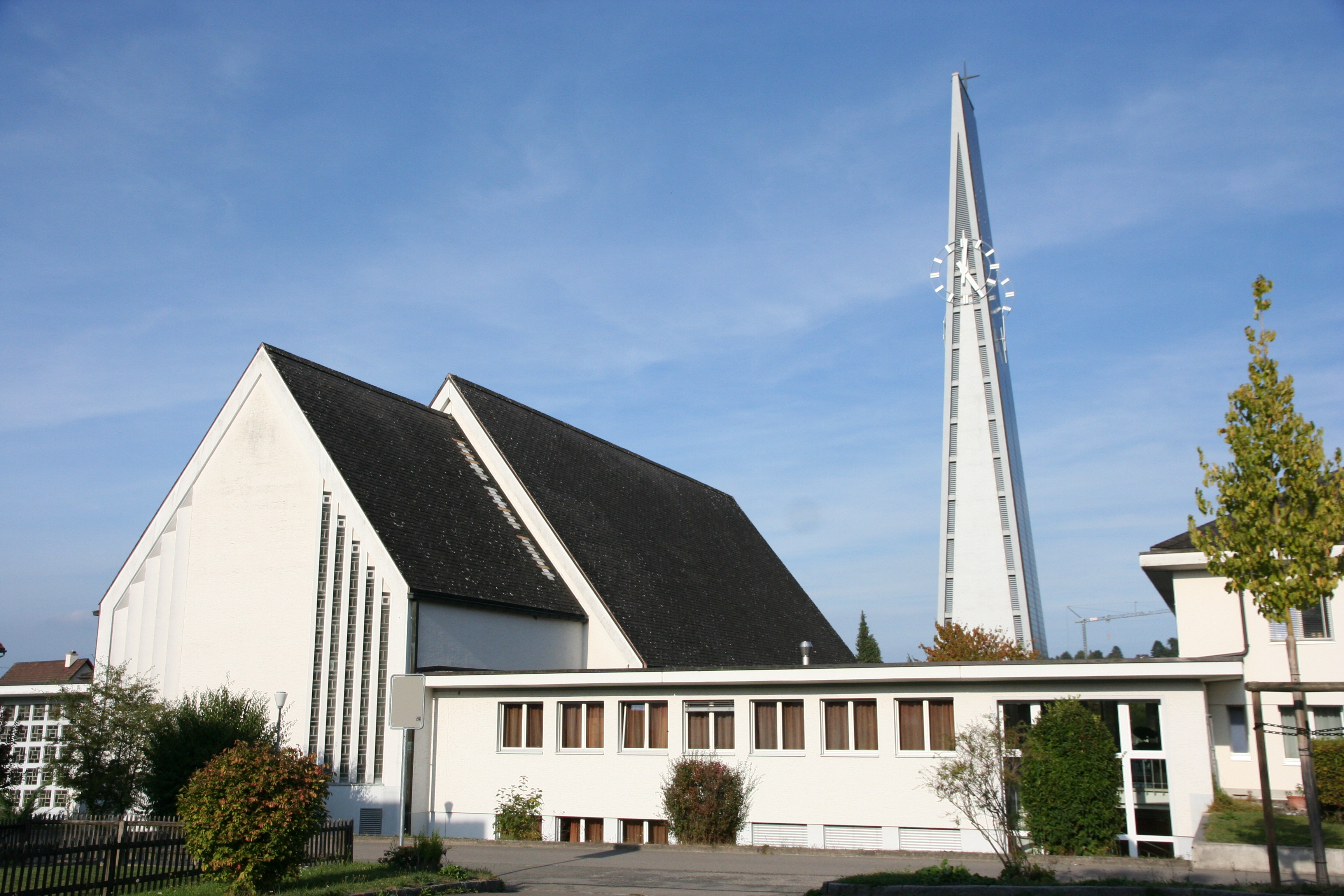
Ansicht von Südwest

Die Kirche St. Jakobus ist die römisch-katholische Kirche von Steckborn im Kanton Thurgau.

## Geschichte

### Vorgeschichte und Namensgebung
Eine Urkunde belegt, dass Steckborn im 9. Jahrhundert durch Schenkung in den Besitz des Klosters Reichenau gelangte. In Bernang, dem heutigen Berlingen TG, stand vor dem Jahre 883 bereits eine Kapelle, die dem Hl. Michael geweiht war. 1275 erwähnt eine Urkunde eine Kirche des Hl. Jakobus in Steckborn, welche damals zu Berlingen gehörte. Die mittelalterliche Kirche von Steckborn wurde schrittweise vergrössert, sodass sie im 15. Jahrhundert die Ausmasse der heutigen evangelischen Kirche erreichte. 1525 erreichte die Reformation Steckborn, sodass die Mehrheit der Bürgerschaft zum neuen Glauben übertrat. 1534 wurde aber der katholische Gottesdienst für eine Minderheit, die katholisch geblieben war, wieder zugelassen, sodass die Kirche von Steckborn zur paritätischen Kirche wurde. Das Kloster Reichenau behielt bis zu seiner Auflösung 1757 bzw. 1803 gewisse Rechte über die Kirche von Steckborn. Der Bischof von Konstanz vertrat bei einem Zwist im 18. Jahrhundert die katholische Minderheit. Die evangelische Bürgerschaft wollte den Neubau der Kirche von Steckborn durch die Baumeister Johannes Grubenmann realisieren, aber der Bischof von Konstanz konnte sich bei diesem Zwist durchsetzen, sodass die Kirche in den Jahren 1766–1768 durch den Baumeister des Bischofs, Franz Anton Bagnato, errichtet wurde. Nach dem Ende des Klosters Reichenau richteten die Bewohner von Steckborn einen paritätischen Kirchenbaufonds ein, der bis 1936 fortbestand, als die Katholiken einen eigenen Fonds gründeten, der zum Ziel hatte, eine katholische Kirche in Steckborn zu ermöglichen.

### Entstehungs- und Baugeschichte
Im Jahr 1946 erwarb die katholische Kirchgemeinde von Steckborn das Land im Gebiet Zelgi für den Bau der heutigen katholischen Kirche. Eine Volkszählung im Jahr 1960 zeigte, dass von den 3454 Einwohnern von Steckborn 1460 Katholiken waren. Dazu kamen 237 aus Berlingen und 110 aus Salen-Reutenen. 1961 fanden auf dem Baugrund erste Vorarbeiten statt. Karl Zöllig, Gossau SG, und Hermann Schmidt, Sirnach, errichteten in den Jahren 1961–1963 die Kirche St. Jakobus. Am 11. Juni 1962 wurde der Grundstein für die neue Kirche gelegt, am 18. Oktober 1962 wurde Aufrichte gefeiert. Der Bischof von Basel, Franziskus von Streng, weihte die Kirche am 25. August 1963. 1969, nach dem Zweiten Vatikanischen Konzil, wurde die Kirche an die Vorgaben der Liturgiekonstitution angepasst, wobei der Altar in die Mitte des Chorraumes verschoben und dadurch zum Volksaltar wurde. 1993 wurde der sanierungsbedürftige Kirchturm durch die Initiative des «Solarvereins Steckborn» auf der Südseite vollständig mit Solarzellen eingekleidet. Dies machte den Glockenturm als Solarturm zu einem neuen Wahrzeichen von Steckborn.

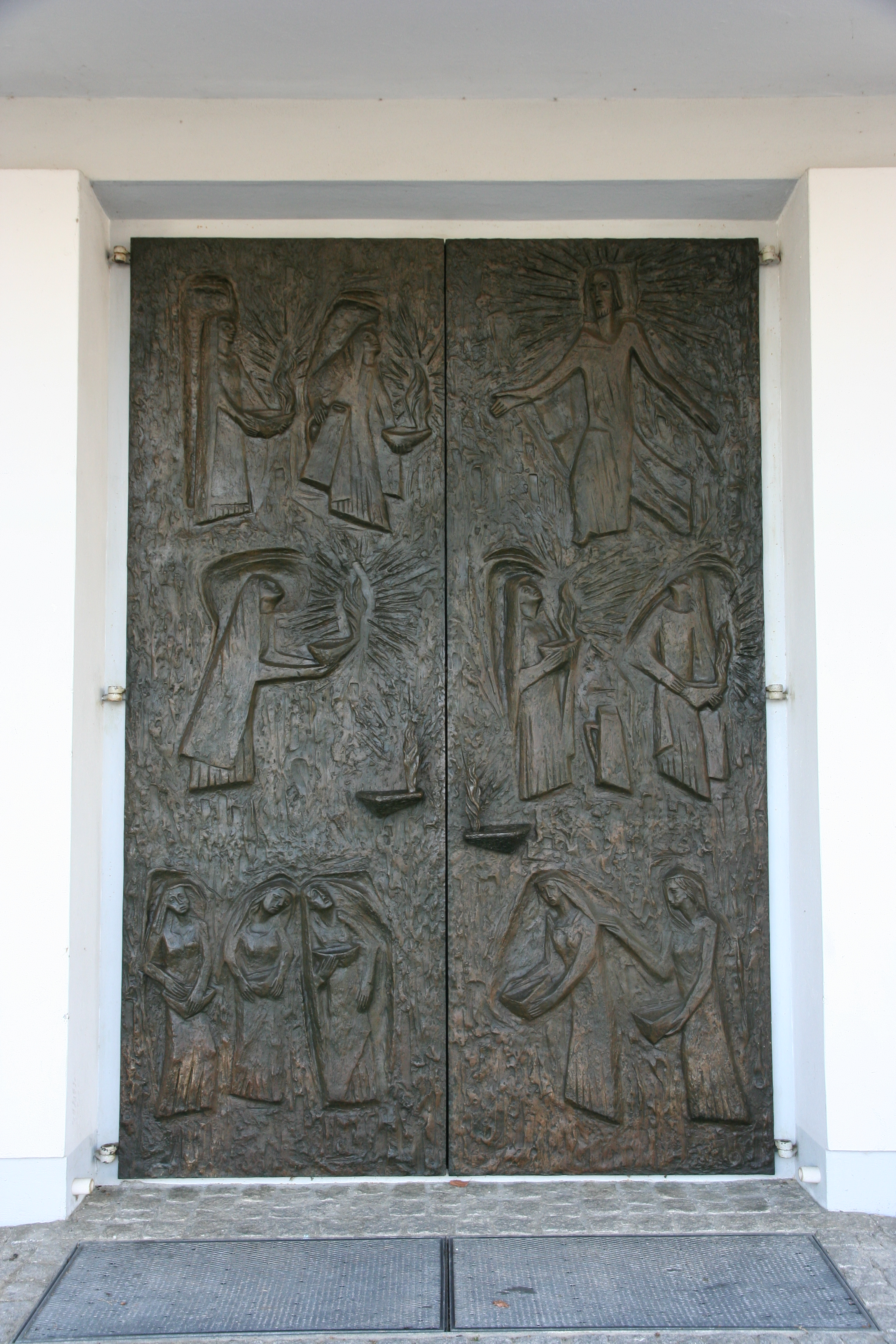
Bronzeportal

## Baubeschreibung

### Äusseres und Glocken
Wie die katholische Kirche St. Johannes in Wängi ist auch die Kirche St. Jakobus als Zelt Gottes mit einem dreiecksförmigen Giebel errichtet worden. Wegen des Strassenverlaufs wurde die Kirche nicht geostet. Der Zugang des Gotteshauses ist gegen die Altstadt von Steckborn ausgerichtet, sodass der Chor der Kirche nach Westen zeigt. Das schlichte Äussere der Kirche wird durch klare Formen bestimmt. Vom Kirchplatz führen Stufen zum Bronzeportal, das von Rudolf Paul Gruber geschaffen wurde. Es zeigt das biblische Gleichnis von den klugen und törichten Jungfrauen.
Auf der südöstlichen Seite ist der freistehende, 42 Meter hohe Eisenbetonturm errichtet. Als Besonderheit trägt er auf der südlichen Seite nicht nur Solarzellen, in die die Turmuhr eingelassen ist, sondern das Mittelfeld zwischen den Solarzellen bildet ein Kreuz und verweist so auf die christliche Ausrichtung des Bauwerks.
In der Glockenstube befindet sich ein sechsstimmiges Geläut aus Bronzeglocken, welche von der Glockengiesserei Emil Eschmann gegossen wurden. 2010 wurden die Klöppel der Glocken ersetzt.
| Glocke | Ton  | Widmung        | Inschrift                                           |
| ------ | ---- | -------------- | --------------------------------------------------- |
| 1      | gis0 | Dreifaltigkeit | Ehre sei dem Vater, dem Sohn und dem Heiligen Geist |
| 2      | h0   | Muttergottes   | Gegrüsst seist du, Maria                            |
| 3      | cis1 | Hl. Jakobus    | Heiliger Jakobus, bitte für uns                     |
| 4      | dis1 | Wetterglocke   | Unsere Hilfe ist im Namen des Herrn                 |
| 5      | fis1 | Arme Seelen    | Herr, gib den Verstorbenen die ewige Ruhe           |
| 6      | gis1 | Engel          | Heilige Engel, beschützet uns                       |

### Innenraum und künstlerische Ausstattung
Der weitgespannte, in Dämmerung getauchte Innenraum der Kirche wird von den Elementen Beton, Stein, Glas, Holz und Metall bestimmt. Der Boden, der Altar und der Taufstein sind aus Travertin, das Hauptportal, das Kruzifix über dem Tabernakel, das Ewige Licht sowie die Ständer der Apostelkerzen sind aus Bronze. Die Glasfenster wurden von F. Tomaselli, Weinfelden gestaltet und zeigen den Kreuzweg. Ausgeführt wurden die Glasarbeiten von Heinrich Stäubli, St. Gallen. Rudolf Paul Gruber aus Wil SG schuf die Holzreliefs im Altarraum: Die Kanzel zeigt den Kirchenpatron, den Hl. Jakobus, als Pilger, über dem Marienaltar findet sich die Darstellung der Verkündigung Marias, die Geburt Jesu und die Muttergottes unter dem Kreuz.
Die farbigen Betonreliefs im Altarraum gestaltete Werner Andreas Petraschke, Berlingen. Sie stellen vier Sakramente, (Taufe, Erstkommunion, Firmung und Krankensalbung), dar. Tragendes Bildmotiv der figürlichen Arbeiten ist die sakramentspendende Hand.

#### Kapelle
Im Nordwesten der Kirche wurde eine Kapelle angebaut, die für Gottesdienste mit kleineren Gruppen genutzt wird. Alfred Schönenberger aus Wil schuf ein Sgraffito mit der Darstellung des Letzten Abendmahls. Schreiner Josef Hasler aus Steckborn gestaltete die Holzdecke sowie die Marien- und die St. Jakobus-Statue.

#### Taufkapelle
Die 2013 renovierte Taufkapelle auf der Südostseite der Kirche dient zur Andacht. Das Bronzegitter stammt von der Schlosserei Zürcher, Steckborn und zeigt verschiedene christliche Symbole. Firma Hotz, Weinfelden schuf den Deckel des Taufbeckens. Ein Glasfenster von F. Tomaselli vervollständigt die Ausstattung der Taufkapelle.

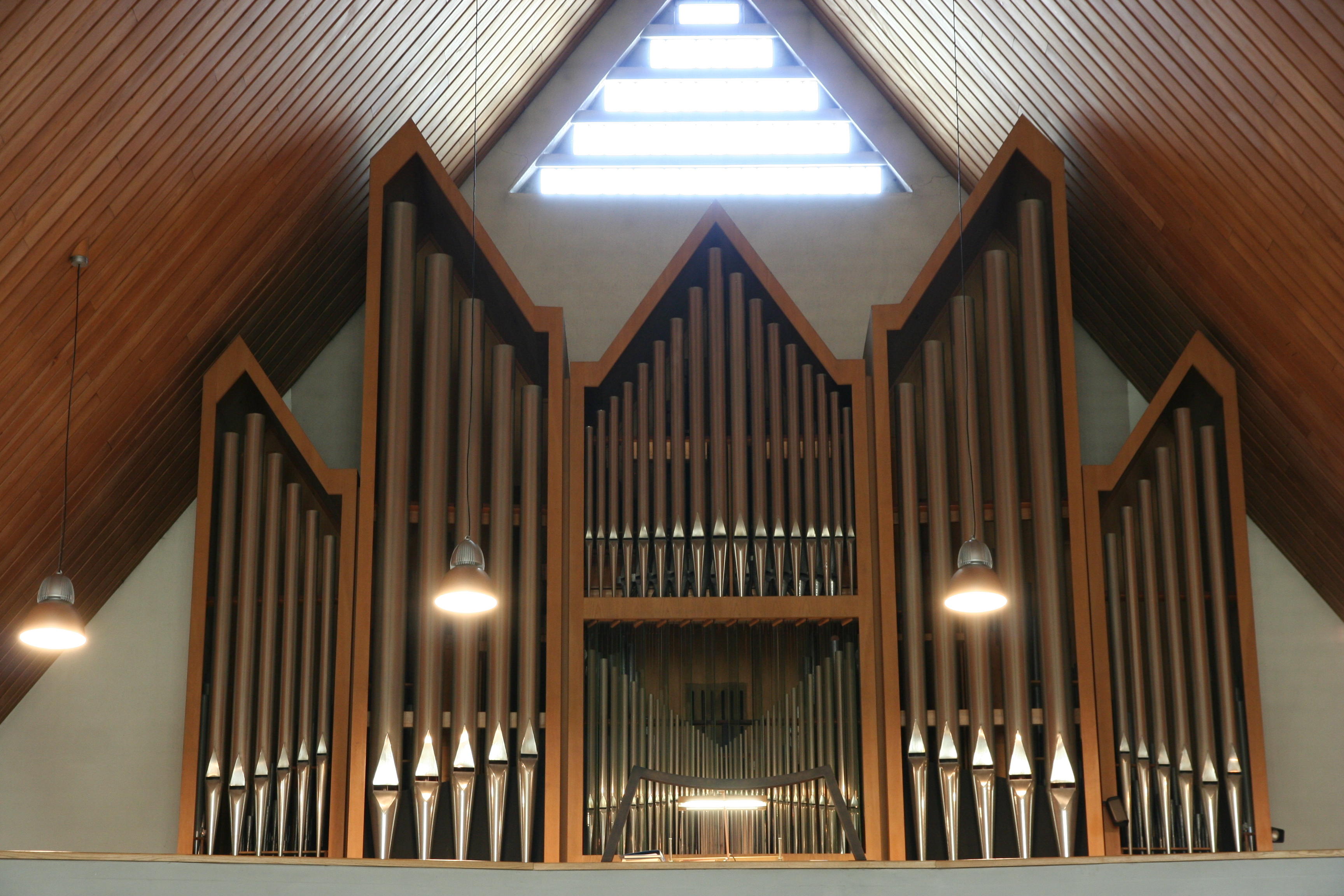
Späth-Orgel von 1964

### Orgel
1964 wurde das Instrument durch die Firma Späth Orgelbau, Rapperswil, erbaut. Die Orgel besitzt 28 Register auf zwei Manualen samt Pedal. Die Form des Gehäuses und des Prospekts nimmt die Linien der Dachkonstruktion auf. Die Architekten der Kirche entwarfen den Orgelprospekt, der die Linien des Kirchendachs sequenziert und spiegelt. Der Aufbau des Prospekts erinnert an einen mittelalterlichen Flügelaltar und bildet damit das Gegenüber zur Liturgiezone im Chor. In den Jahren 1977, 1994 und 2010 erfolgten Umbauten und Revisionen des Instruments.
Die Disposition der Orgel lautet:
| I Hauptwerk C–g3 |        |
| Quintadena       | 16′    |
| Praestant        | 8′     |
| Spitzgedackt     | 8′     |
| Offenflöte       | 8′     |
| Oktave           | 4′     |
| Koppelflöte      | 4′     |
| Oktave           | 2′     |
| Hörnli II        | 1 3⁄5′ |
| Mixtur IV–V      | 1 ⁄3′  |

| II Brustwerk C–g3 |       |
| Copula            | 8′    |
| Salicional        | 8′    |
| Prinzipal         | 4′    |
| Nachthorn         | 4′    |
| Quinte            | 2 ⁄3′ |
| Spitzflöte        | 2′    |
| Quinte            | 1 ⁄3′ |
| Scharff IV        | 1′    |
| Fagott            | 16′   |
| Trompete          | 8′    |
| Tremulant         |       |

| Pedal C–f1    |        |
| Praestant     | 16′    |
| Subbass       | 16′    |
| Oktave        | 8′     |
| Spillpfeife   | 8′     |
| Basszinke III | 5 1⁄3′ |
| Oktave        | 4′     |
| Mixturbass    | 2 ⁄3′  |
| Zinke         | 8′     |
| Klarine       | 4′     |

- Normalkoppeln: II/I, I/P, II/P
- Spielhilfen: Registercrescendo, Absteller